# 10. srpen
10. srpen je 222. den roku podle gregoriánského kalendáře (223. v přestupném roce). Do konce roku zbývá 143 dní.

## Události

### Česko
- 1292 – Král Václav II. založil na Zbraslavi klášter cisterciáků.
- 1665 – vysvěcení dokončené kaple Božího hrobu ve Slaném
- 1909 – Při koupání v řece Zdobnici postihla malíře Antonína Slavíčka mrtvice. Ani po dlouhé rekonvalescenci nemohl používat pravou ruku a s levou se mu malovat nedařilo. Rok po mrtvici se ze zoufalství zastřelil.

### Svět
- 0070 – Druhý chrám v Jeruzalémě zničen Římany
- 0843 – Smlouvou z Verdunu byla franská říše rozdělena mezi syny krále Ludvíka Pobožného: Lothara I., Karla Holého a Ludvíka Němce.
- 0955 – Východofranský král Ota I. porazil kočovné Maďary v bitvě na řece Lechu. Bitvy se zúčastnil i český kníže Boleslav I.
- 1519 – Fernão de Magalhães vyplul ze Sevilly na cestu kolem světa.
- 1557 – Bitva u St. Quentinu: Španělské vítězství nad Francouzi v italské válce v letech 1551–59.
- 1628 – Na své první plavbě se potopila švédská válečná loď Vasa.
- 1792 – Francouzská revoluce: Útok na Tuilerijský palác.
- 1821 – Stát Missouri se stal 24. státem USA.
- 1905 – v Boulogne-sur-Mer ve Francii se sešel první Světový kongres esperanta.
- 1907 – Kníže Scipione Borghese zvítězil v  automobilovém závodě Peking-Paříž 1907, své soupeře předstihl o několik dnů.
- 2009 – Při výbuchu plynu v Dole Handlová na Slovensku zahynulo 11 záchranářů a 9 horníků.

## Narození

### Česko

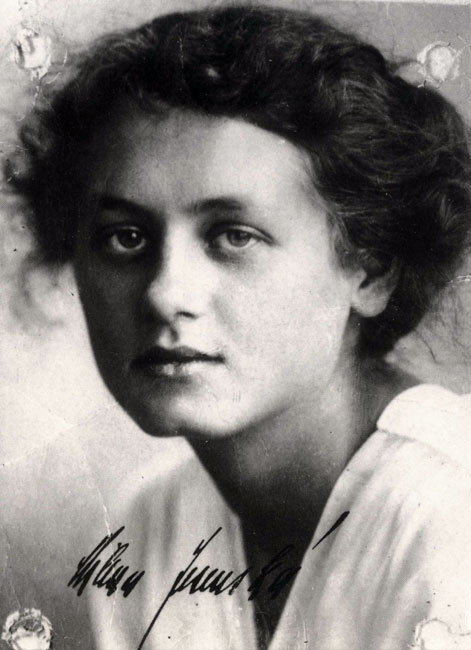
Milena Jesenská (* 1896)

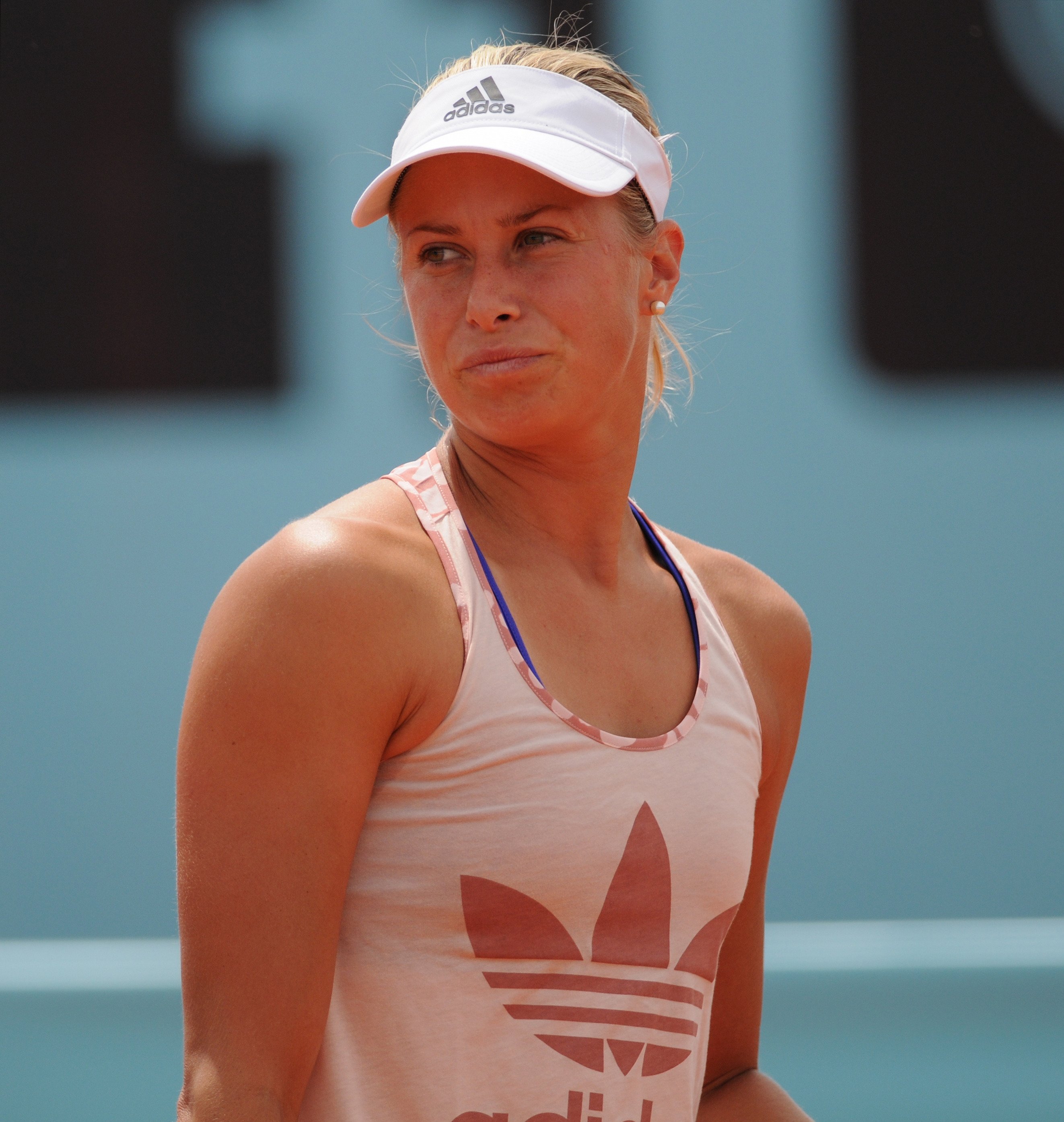
Andrea Hlaváčková (* 1986)

- 1531 – David Crinitus z Hlavačova, český prozaik a básník († 6. dubna 1586)
- 1746 – Antonín Strnad, meteorolog († 23. září 1799)
- 1836 – Jan Vašatý, český politik († 6. září 1898)
- 1845 – Bohuslav Schnirch, český sochař († 30. září 1901)
- 1859 – Georg Alexander Pick, rakouský matematik působící v Praze († 26. července 1942)
- 1869 – Alois Velich, český fyziolog, patolog a politik († 13. května 1952)
- 1876 – Leopold Hilsner, domnělý a odsouzený vrah Anežky Hrůzové (vice viz Hilsneriáda) († 8. ledna 1928)
- 1896 – Milena Jesenská, česká novinářka, spisovatelka a překladatelka († 17. května 1944)
- 1899 – Jan Krásl, československý hokejový reprezentant († 17. března 1980)
- 1900 – Arnošt Vaněček, překladatel a spisovatel († 28. září 1983)
- 1902 – Josef Skřivan, herec a režisér († 4. listopadu 1942)
- 1905 – Karel Hejma, československý fotbalový reprezentant († 5. listopadu 1980)
- 1909 – František Bílkovský, malíř, grafik a ilustrátor († 18. října 1998)
- 1913 – Emil Pluhař, katolický teolog, politický vězeň († 9. července 2004)
- 1914 – Karel Roden mladší, herec († 26. srpna 1992)
- 1915 – Jan Lukas, fotograf († 28. srpna 2006)
- 1921 – Milan Knobloch, sochař († 29. března 2020)
- 1922 – Luba Pellarová, dramaturgyně Národního divadla v Praze a překladatelka († 2. února 2005)
- 1925
  - Bohuslav Chňoupek, československý politik, diplomat a publicista († 28. května 2004)
  - Stanislav Brebera, chemik, tvůrce semtexu († 11. května 2012)
  - Dagmar Frýbortová, herečka († 18. května 2012)
- 1928
  - Věra Růžičková, sportovní gymnastka a olympijská vítězka († 24. listopadu 2018)
  - Vladimír Komárek, malíř, grafik, ilustrátor a pedagog († 24. srpna 2002)
- 1929
  - Květuše Sgallová, literární historička a bohemistka († 24. listopadu 2018)
  - Jan Mikula konstruktér a letecký inženýr († 22. března 2005)
- 1930 – Valtr Komárek, ekonom, prognostik a politik († 16. května 2013)
- 1932
  - Vladimír Páral, spisovatel
  - Miloslav Švandrlík, spisovatel († 26. října 2009)
- 1940 – Pavel Holba, chemik, informatik a politik († 3. června 2016)
- 1944 – Miroslav Fokt, fotograf
- 1947 – Miloš Šejn, výtvarný umělec
- 1950 – Pavel Skramlík, sportovní novinář, bloger a spisovatel
- 1960
  - Pavel Linhart, režisér, producent, scenárista, kameraman († 27. prosince 2011)
  - Miloš Vystrčil, hejtman Kraje Vysočina
- 1963 – Karel Kula, fotbalista
- 1977 – Michal Podolka, lední hokejista
- 1986 – Andrea Hlaváčková, tenistka

### Svět

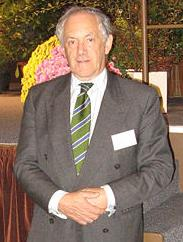
Peter Atkins (* 1940)

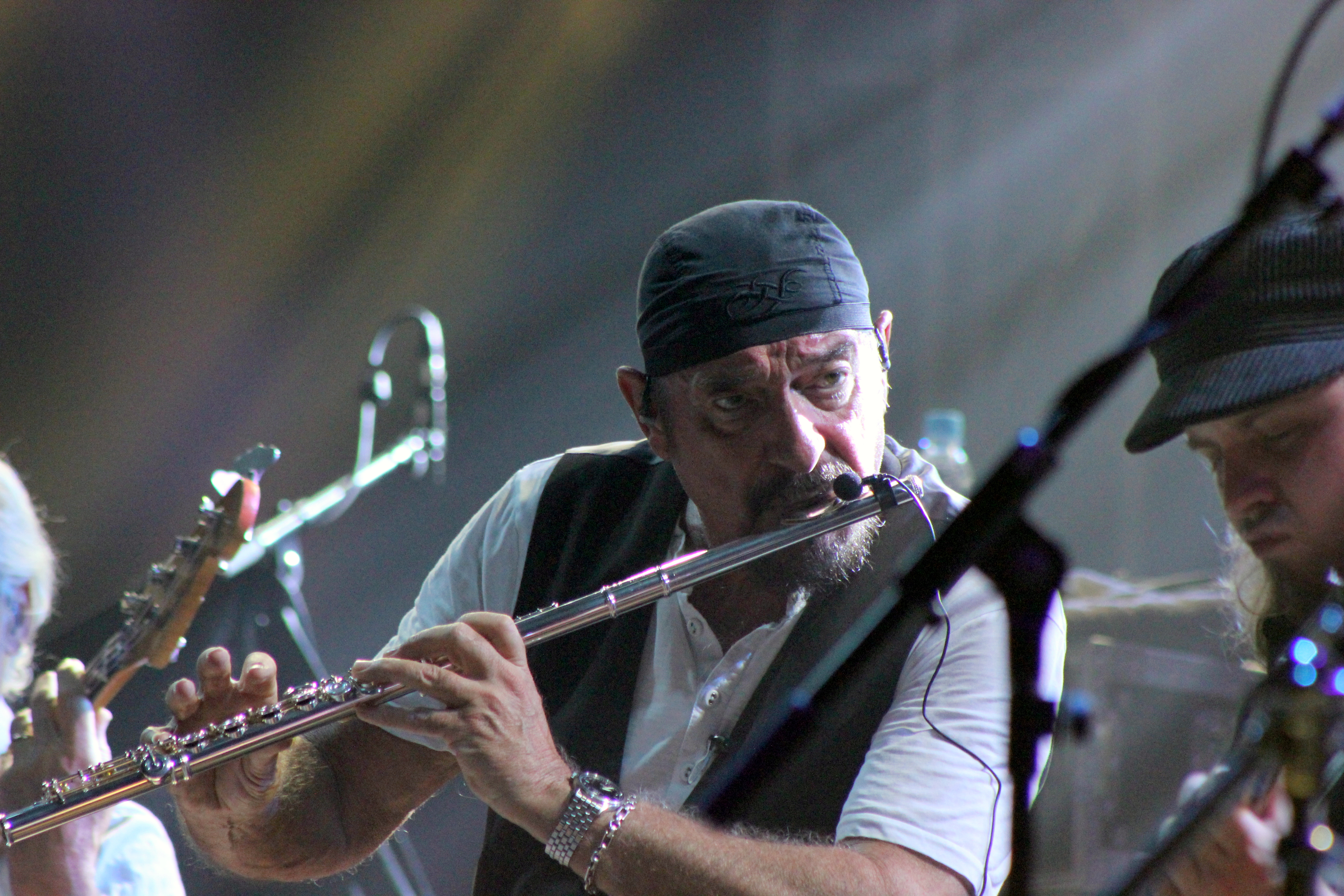
Ian Anderson (* 1947)

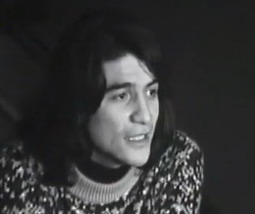
Drupi (* 1947)

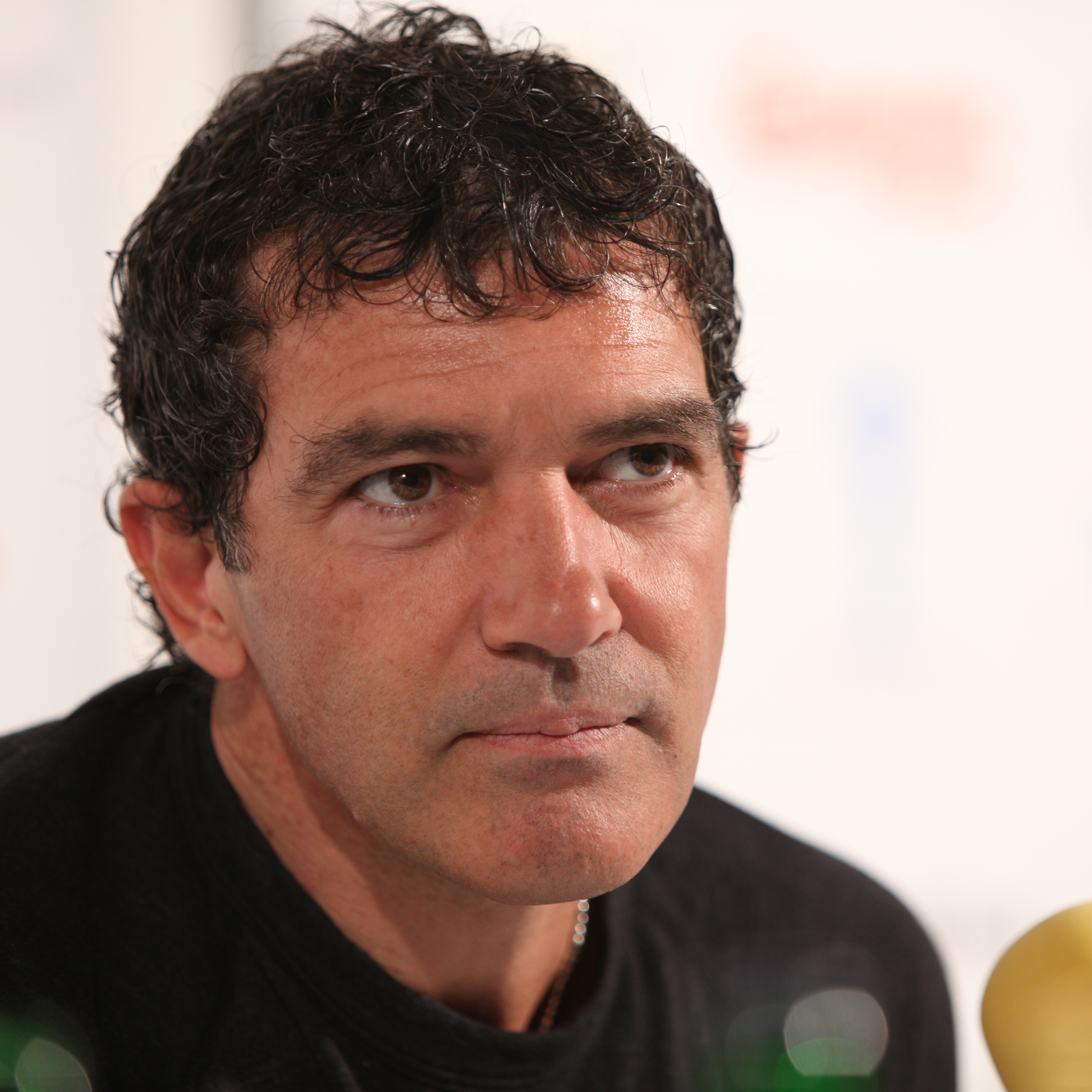
Antonio Banderas (* 1960)

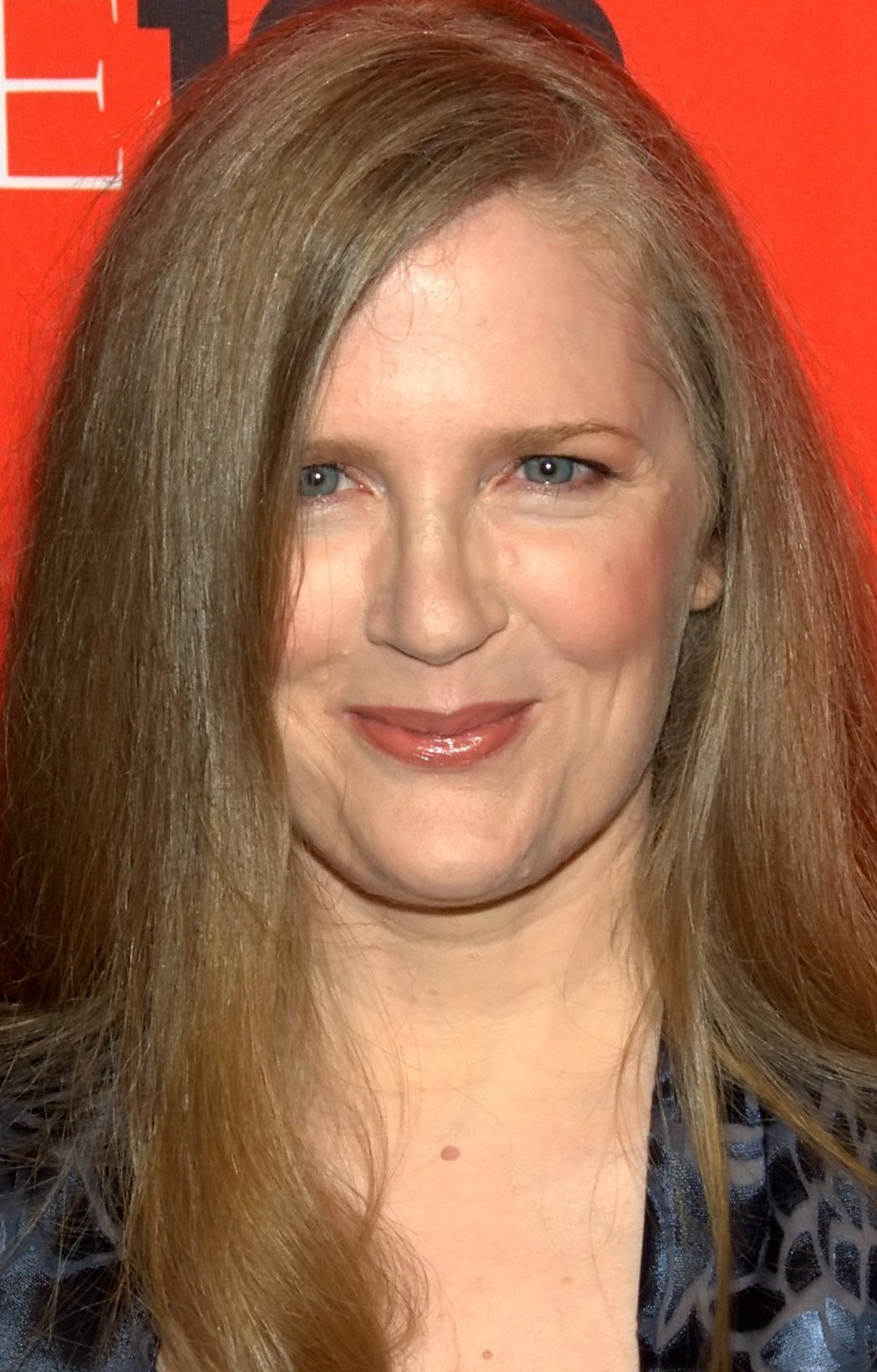
Suzanne Collins (* 1962)

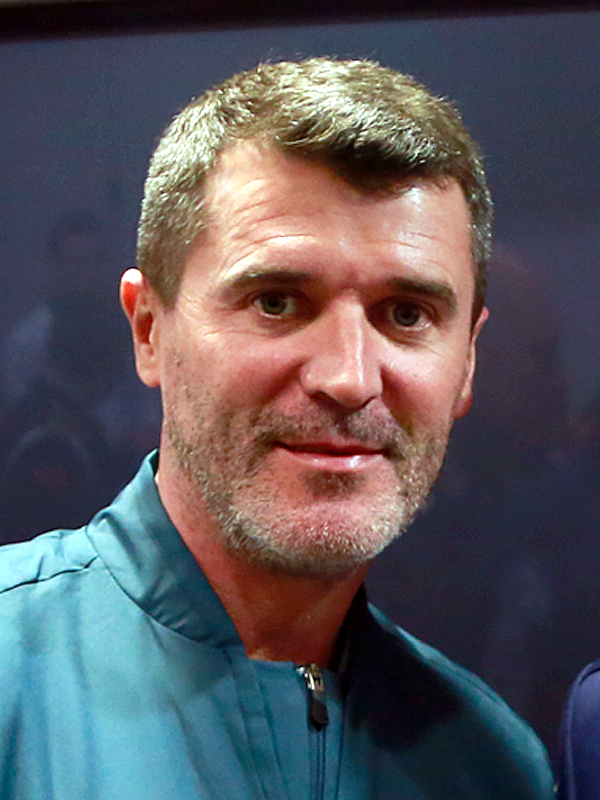
Roy Keane (* 1971)

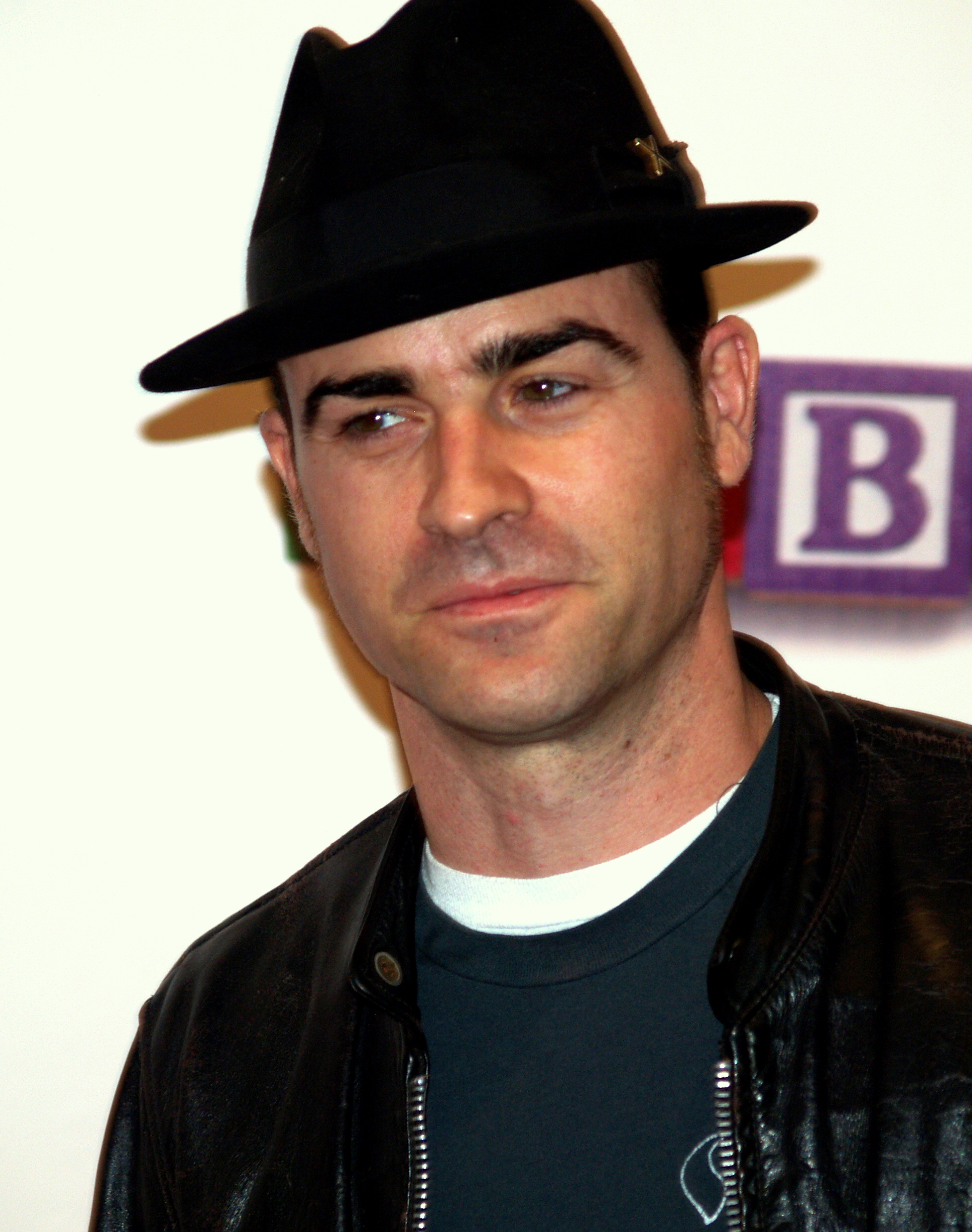
Justin Theroux (* 1971)

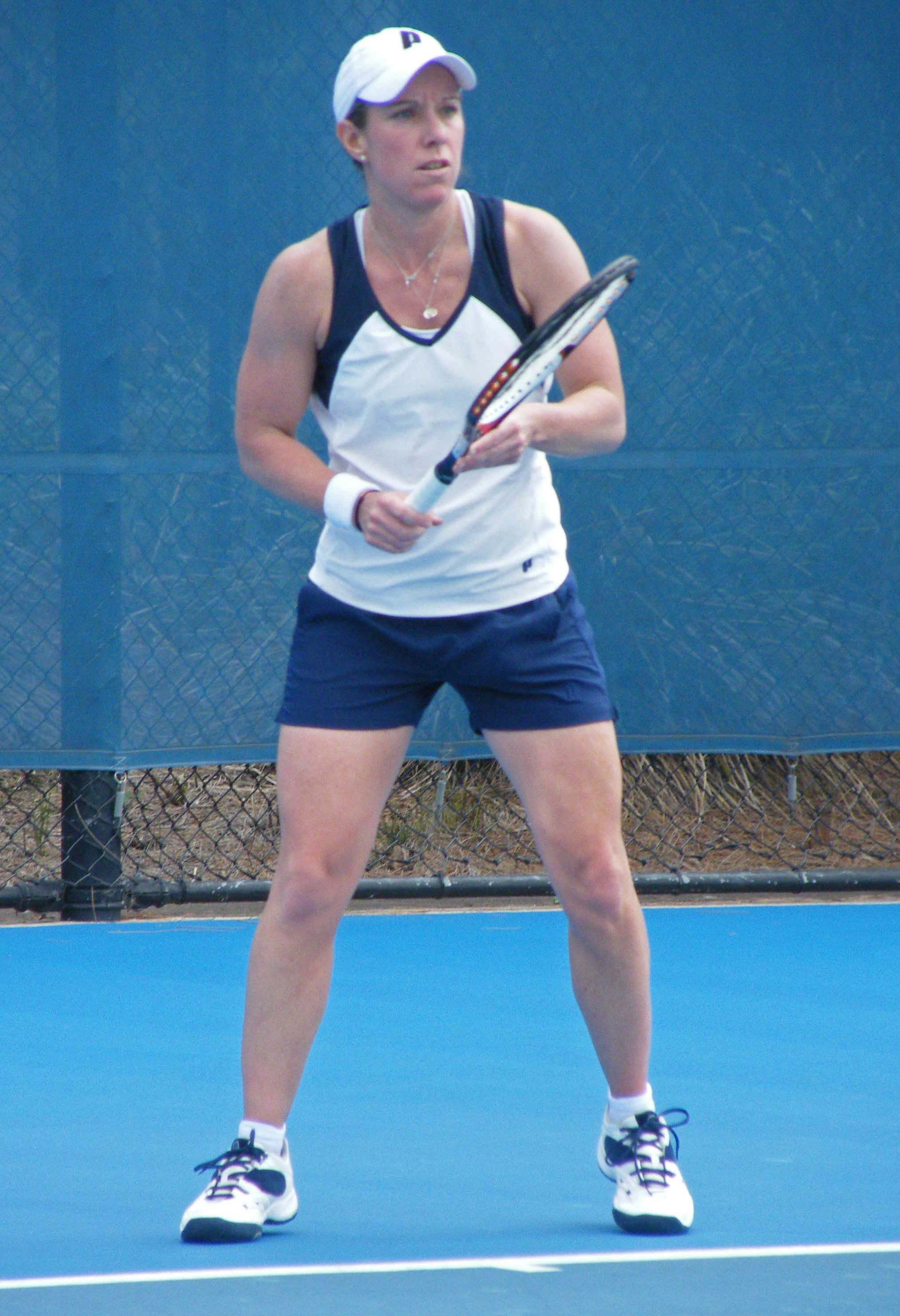
Lisa Raymondová (* 1973)

- 1267 – Jakub II. Aragonský, král sicilský, aragonský, valencijský a sardinský († 1327)
- 1296 – Jan Lucemburský, český král a lucemburský vévoda († 1346)
- 1397 – Albrecht II. Habsburský, český král († 28. října 1439)
- 1520 – Magdalena z Valois, skotská královna († 7. července 1537)
- 1527 – Barbora Braniborská, braniborská markraběnka a lehnicko-břežská kněžna († 2. ledna 1595)
- 1555 – Vavřinec Benedikt z Nudožer, slovenský humanistický učenec († 1615)
- 1750 – Daniel Gottlieb Türk, německý skladatel, varhaník a pedagog († 26. srpna 1813)
- 1753 – George Cranfield Berkeley, britský admirál a politik († 25. února 1818)
- 1764 – Longinus Anton Jungnitz, německý astronom, fyzik, teolog a římskokatolický duchovní († 26. června 1831)
- 1797 – Carl Gustaf Mannerheim, finský entomolog († 9. října 1854)
- 1810 – Camillo Benso Cavour, první italský premiér († 6. června 1861)
- 1814 – Henri Nestlé, švýcarský podnikatel († 1890)
- 1818 – Eva Josefina Julie Potocká, polská šlechtična a kněžna z Lichtenštejna († 21. května 1895)
- 1822 – Ján Kalinčiak, slovenský spisovatel a básník († 1871)
- 1823 – Achille Costa, italský lékař a entomolog († 1898)
- 1827 – Lovro Toman, rakouský básník a politik († 15. srpna 1870)
- 1845
  - Willgodt Theophil Odhner, švédský inženýr a vynálezce († 15. září 1905)
  - Abaj Kunanbajuly, kazašský básník, filozof a hudební skladatel († 6. července 1904)
- 1852 – Matko Laginja, hlavní postava chorvatského národního hnutí na Istrii († 18. března 1930)
- 1856 – Nikolaj Ťutčev, ruský revolucionář († 18. ledna 1924)
- 1859 – Georg Alexander Pick, rakouský matematik († 26. července 1942)
- 1862 – Saliha Sultan, osmanská princezna a dcera sultána Abdulazize († 1941)
- 1863 – Fredrik Lilljekvist, švédský architekt († 18. prosince 1932)
- 1865 – Alexandr Glazunov, ruský hudební skladatel († 1936)
- 1868 – Hugo Eckener, německý organizátor vzducholodní dopravy († 14. srpna 1954)
- 1869 – Alžběta Alexandrina Meklenbursko-Zvěřínská, oldenburská velkovévodkyně († 3. září 1955)
- 1872 – Bill Johnson, americký kontrabasista († 3. prosince 1972)
- 1874
  - Herbert Hoover, 31. prezident USA († 1964)
  - Antanas Smetona, litevský politik († 1944)
- 1877
  - Rudolf Hilferding, německý politik, ekonom a marxistický teoretik († 11. února 1941)
  - Frank Marshall, americký šachový velmistr († 9. listopadu 1944)
- 1878 – Alfred Döblin, německý spisovatel a lékař († 28. června 1957)
- 1880 – Leon Rupnik, slovinský generál († 1946)
- 1884 – Panait Istrati, rumunsko-francouzský spisovatel a novinář († 16. dubna 1935)
- 1889 – Zofia Kossak-Szczucka, polská katolická spisovatelka, novinářka a odbojářka († 1968)
- 1893 – Prežihov Voranc, slovinský spisovatel komunistický politik († 18. února 1950)
- 1894 – Michail Zoščenko, ruský spisovatel, satirik a dramatik († 22. července 1958)
- 1895 – Masuzó Šikata, japonský chemik († 8. května 1964)
- 1896 – Konrad Johannesson, kanadský hokejista, olympijský vítěz 1920 († 25. října 1968)
- 1900 – René Crevel, francouzský surrealistický básník a spisovatel († 18. června 1935)
- 1901 – Hugo Gunckel Lüer, chilský botanik a farmaceut († 17. července 1997)
- 1902
  - Assunta Rakousko-Toskánská, rakouská arcivévodkyně a princezna toskánská († 24. ledna 1993)
  - Norma Shearerová, americká herečka († 12. června 1983)
  - Arne Tiselius, švédský biochemik, nositel Nobelovy ceny († 29. října 1971)
- 1903 – Ján Marták, slovenský literární historik, kritik, publicista a politik († 24. října 1982)
- 1908
  - Chanan Rubin, izraelský politik († 24. října 1962)
  - Lauri Lehtinen, finský olympijský vítěz v běhu († 4. prosince 1973)
- 1909
  - Leo Fender, americký výrobce elektrických kytar († 21. března 1991)
  - Claude Thornhill, americký jazzový klavírista († 2. července 1965)
- 1912 – Jorge Amado, brazilský spisovatel († 2001)
- 1913 – Wolfgang Paul, německý fyzik, nositel Nobelovy ceny († 7. prosince 1993)
- 1919
  - Sacha Vierny, francouzský kameraman († 15. května 2001)
  - Emerich Coreth, rakouský filozof († 2006)
- 1920 – Aharon Meged, izraelský spisovatel a dramatik († 23. března 2016)
- 1922 – Vladimír Mináč, slovenský spisovatel († 1996)
- 1924 – Jean-François Lyotard, francouzský filosof († 21. dubna 1998)
- 1925
  - Vladimír Ferko, slovenský spisovatel, publicista a autor literatury faktu († 2002)
  - Bohuslav Chňoupek, československý politik, diplomat a publicista († 28. května 2004)
- 1926 – Marie-Claire Alainová, francouzská varhanice († 26. února 2013)
- 1932 – Gaudencio Borbon Rosales, filipínský kardinál
- 1933
  - Lynn Cohen, americká herečka († 14. února 2020)
  - Bill Nieder, americký atlet, olympijský vítěz ve vrhu koulí († 7. října 2022)
- 1934 – James Tenney, americký klavírista, hudební skladatel a hudební teoretik († 24. srpna 2006)
- 1936 – Chuck Israels, americký jazzový kontrabasista
- 1938 – Valter Župan, chorvatský katolický biskup
- 1939 – Kate O'Mara, anglická herečka († 30. března 2014)
- 1940
  - Peter Atkins, anglický chemik
  - Veniamin Směchov, sovětský a ruský herec a režisér
  - Marie Versini, francouzská herečka
- 1942 – Betsey Johnson, americká módní návrhářka
- 1943 – Jimmy Griffin, americký zpěvák, kytarista a skladatel († 11. ledna 2005)
- 1944 – Barbara Erskinová, britská spisovatelka
- 1947
  - Drupi, italský zpěvák
  - Ian Anderson, skotsky rockový hudebník (Jethro Tull)
- 1951
  - Nikolaj Petev, bulharský spisovatel († 15. října 2013)
  - Juan Manuel Santos, prezident Kolumbie
- 1952
  - Jerzy Pilch, polský spisovatel, publicista a scenárista († 29. května 2020)
  - Daniel Hugh Kelly, americký herec
- 1953 – Ernest Valko, slovenský právník a jediný předseda československého federálního Ústavního soudu († 8. listopadu 2010)
- 1956 – Sergej Suchoručenkov, ruský cyklista, olympijský vítěz z roku 1980
- 1960 – Antonio Banderas, španělský herec
- 1962 – Suzanne Collinsová, americká spisovatelka
- 1964 – Ryan Idol, americký herec
- 1971
  - Roy Keane, irský fotbalista a trenér
  - Justin Theroux, americký herec
- 1972 – Lawrence Dallaglio, anglický ragbista
- 1973 – Lisa Raymondová, americká tenistka
- 1975 – İlhan Mansız, turecký fotbalista
- 1977
  - Luciana Aymarová, argentinská pozemní hokejistka
  - Josh Gates, americký moderátor a cestovatel
- 1982
  - Barbara Bacher, rakouská sportovní lezkyně
  - John Alvbåge, švédský fotbalista
- 1983
  - Bill Ryder-Jones, anglický hudebník a producent
  - Hector Faubel, španělský motocyklový závodník
- 1985 – Lukasz Swirk, polský sportovní lezec
- 1987 – Laurine van Riessenová, nizozemská cyklistka a rychlobruslařka
- 1990 – Mikhail Rosheuvel, nizozemský fotbalista
- 1997 – Kylie Jennerová, americká televizní celebrita, modelka a podnikatelka

## Úmrtí

### Česko

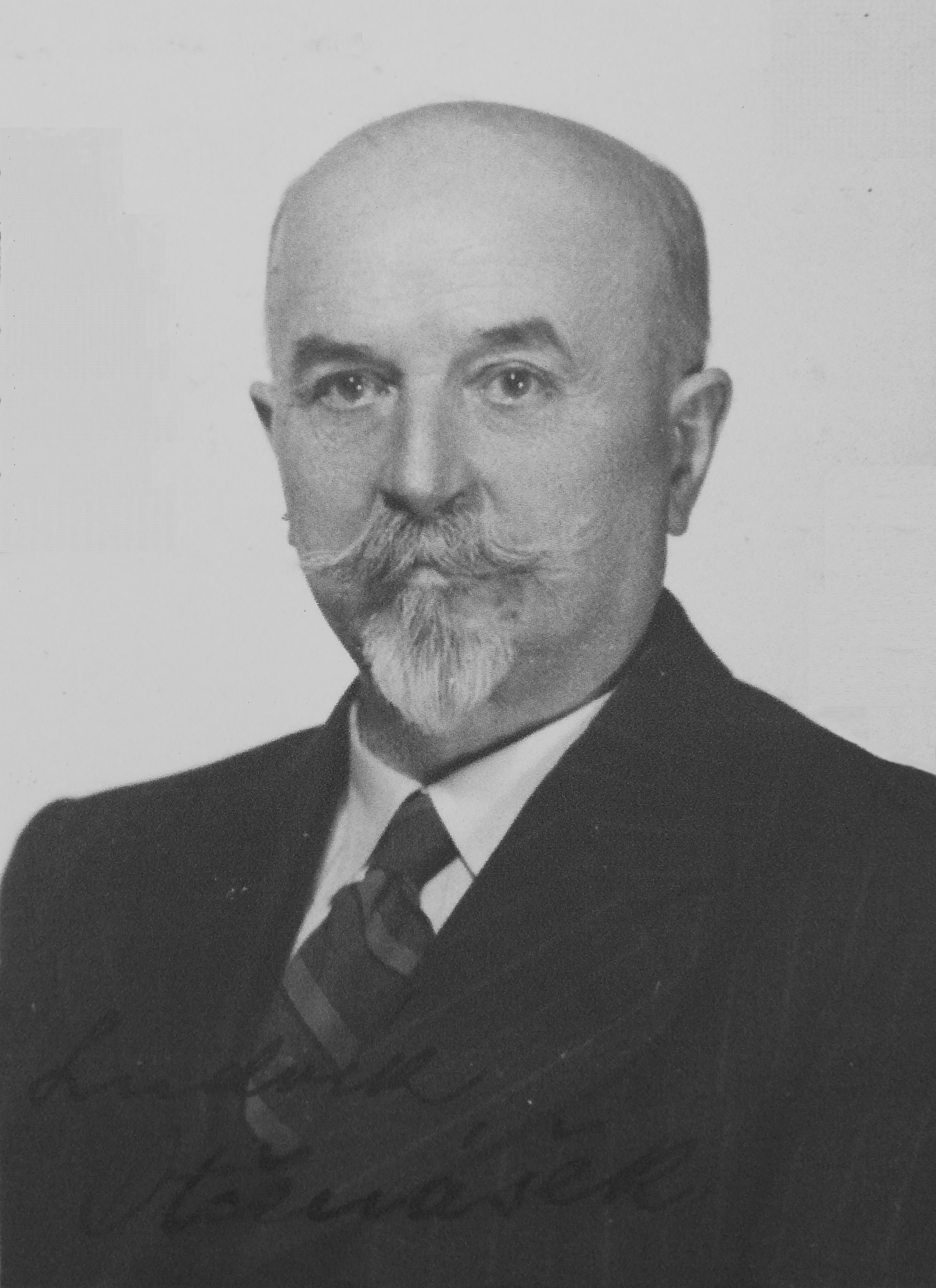
Ludvík Očenášek († 1949)

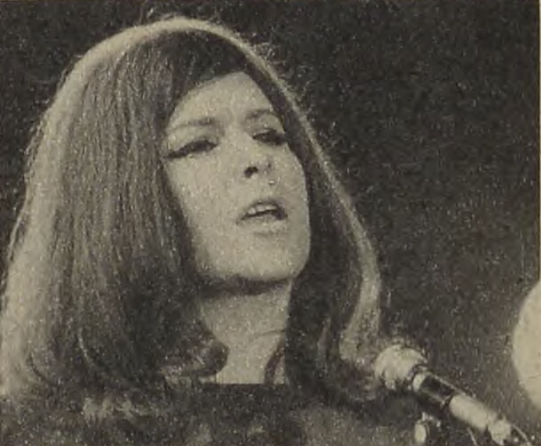
Eva Olmerová († 1993)

- 1853 – František Jaromír Rubeš, český právník a spisovatel (* 16. ledna 1814)
- 1881 – Theodor Václav Bradský, hudební skladatel (* 17. ledna 1833)
- 1925 – Jan Hławiczka, st., slezský komunální politik (* 12. června 1833)
- 1949 – Ludvík Očenášek, konstruktér a vynálezce (* 4. srpna 1872)
- 1978 – Myrtil Frída, filmový archivář a historik (* 21. prosince 1919)
- 1986 – Vratislav Effenberger, literární teoretik a surrealista (* 22. dubna 1923)
- 1991 – Josef Machovský-Vrbka, voják a příslušník výsadku Potash (* 30. září 1917)
- 1992 – Jitka Kolínská, česká malířka, grafička a ilustrátorka (* 24. září 1930)
- 1993 – Eva Olmerová, zpěvačka (* 21. ledna 1934)
- 1997 – František Matějek, historik (* 12. srpna 1910)
- 2004 – Václav Lídl, hudební skladatel (* 5. listopadu 1922)
- 2005
  - Ilja Prachař, herec (* 30. dubna 1924)
  - Jaroslav Koutecký, český fyzikální chemik (14. října 1922)
- 2008
  - Josef Reischig, český biolog (* 6. srpna 1945)
  - František Tikal, československý hokejový reprezentant (* 18. července 1933)
- 2010
  - Věra Janoušková, sochařka, kolážistka, malířka a grafička (* 25. června 1922)
  - Radomír Šimůnek, cyklokrosař, mistr světa (18. dubna 1962)
- 2011 – Oldřich Machač, československý hokejový obránce a reprezentant (* 18. dubna 1946)
- 2013 – František Dohnal, politil, prezident Nejvyššího kontrolního úřadu (* 28. dubna 1960)
- 2017 – Jiří Kuběna, historik umění, básník a spisovatel (* 31. května 1936)

### Svět

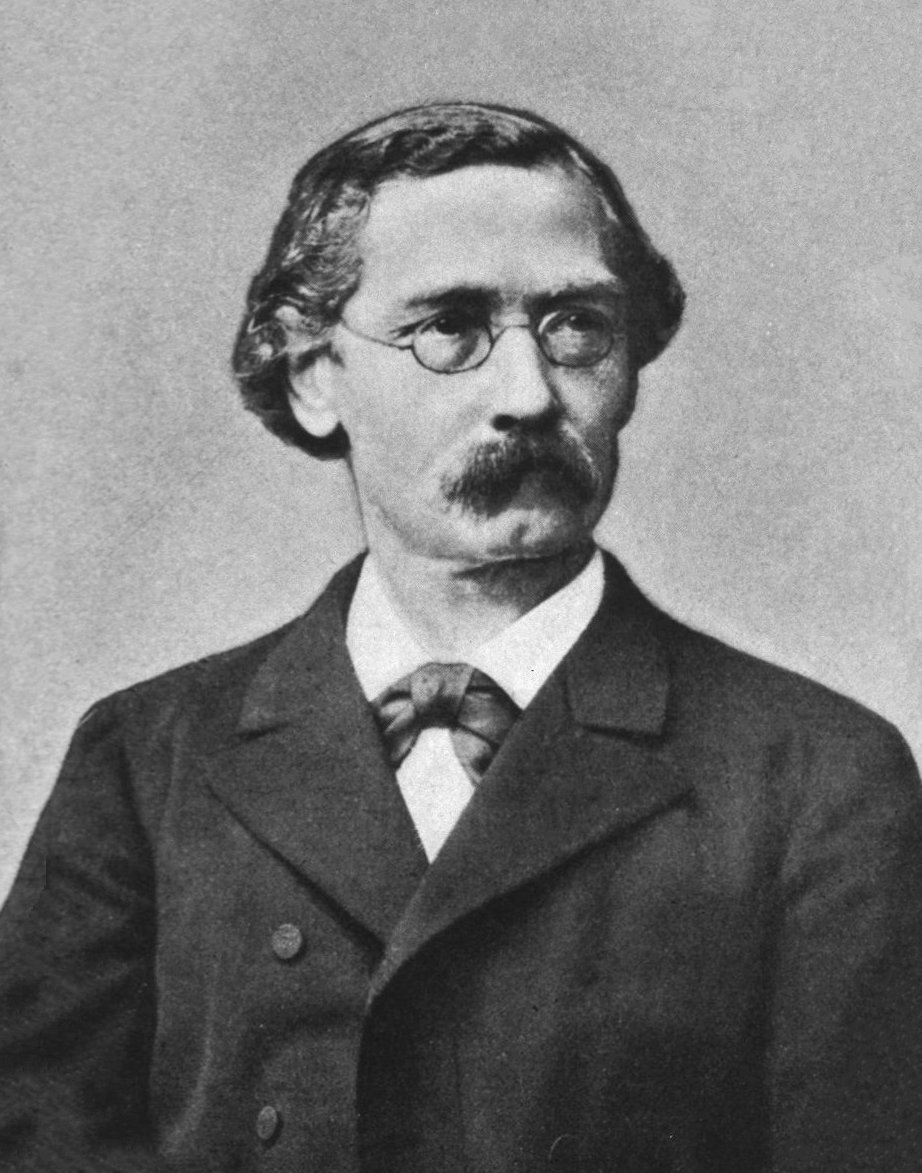
Felix Hoppe-Seyler († 1895)

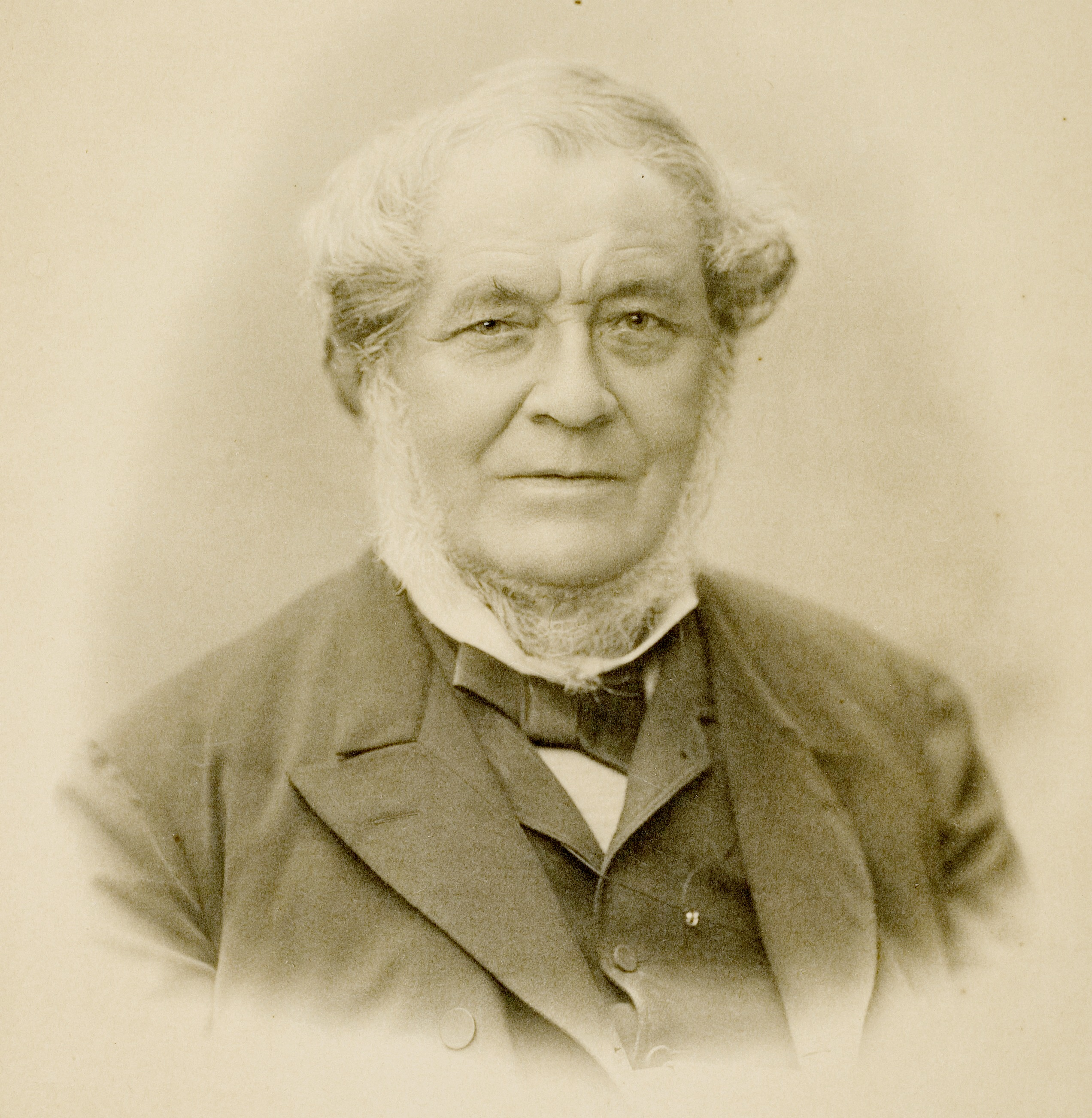
Robert Wilhelm Bunsen († 1899)

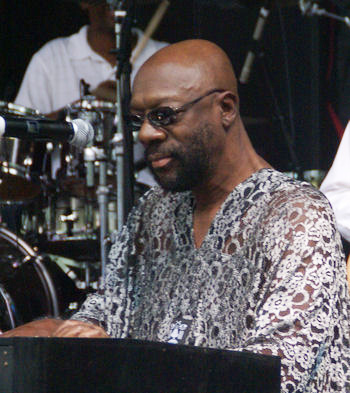
Isaac Hayes († 2008)

- 0258 – Svatý Vavřinec, křesťanský mučedník (* cca 230)
- 1241 – Eleonora Bretaňská, dcera anglického prince Geoffroye II. (* 1184)
- 1250 – Erik IV. Dánský, dánský král z dynastie Valdemarů (* 1216)
- 1313 – Guido de Baisio, italský kanovník a právník (* ?)
- 1344 – Leopold II. Habsburský, syn rakouského, štýrského a korutanského vévody Oty Veselého (* 1328)
- 1410 – Ludvík II. Bourbonský, vévoda bourbonský (* 4. února 1337)
- 1534 – Tommaso de Vio, italský filozof, teolog, kardinál (* 20. února 1469)
- 1541 – Udžicuna Hódžó, vůdce japonského klanu Hódžó z Odawary (* 1487)
- 1590 – Udžimasa Hódžó, vůdce klanu Hódžó (* 1538)
- 1618 – Viktorie Farnese, vévodkyně z Moderny a Reggia (* 29. dubna 1618)
- 1653 – Maarten Tromp, nizozemský admirál (* 23. dubna 1598)
- 1723 – Guillaume Dubois, francouzský kardinál a politik (* 6. září 1656)
- 1759 – Ferdinand VI., španělský král (* 1713)
- 1806
  - Michael Haydn, rakouský skladatel (* 14. září 1737)
  - Christian Kalkbrenner, německý sbormistr a skladatel (* 22. září 1755)
- 1843 – Jakob Friedrich Fries, německý filozof (* 1773)
- 1862 – Honinbó Šúsaku, japonský goista zlaté éry go (* 1829)
- 1863 – Marija Nikolajevna Volkonská, manželka děkabristy S. G. Volkonského (* 25. prosince 1805)
- 1870 – Jules Pierre Rambur, francouzský lékař a entomolog (* 21. července 1801)
- 1883 – Bernhard von Wüllerstorf, ministr obchodu Rakouského císařství (* 29. ledna 1816)
- 1892 – Alexandra Nikolajevna Romanovová, dcera ruského cara Mikuláše I. (* 24. června 1825)
- 1895 – Felix Hoppe-Seyler, německý fyziolog a chemik (* 1825)
- 1896 – Otto Lilienthal, německý konstruktér a letecký průkopník (* 1848)
- 1899 – Robert Wilhelm Bunsen, německý chemik (* 1811)
- 1918 – Erich Loewenhardt, německé letecké eso (* 1897)
- 1915 – Henry Moseley, britský fyzik (* 23. listopadu 1887)
- 1920 – Adam Politzer, rakouský lékař (* 1835)
- 1943 – Pierre-Georges Latécoère, francouzský podnikatel a průkopník letectví (* 1883)
- 1945 – Robert Goddard, americký konstruktér raket (* 5. října 1882)
- 1960 – Hamide Ayşe Sultan, osmanská princezna, spisovatelka (* 2. listopadu 1887)
- 1970
  - Bernd Alois Zimmermann, západoněmecký skladatel (* 20. března 1918)
  - Nikolaj Robertovič Erdman, sovětský dramatik a scenárista (* 16. listopadu 1900)
- 1973 – Stanisław Popławski, sovětský a polský generál (* 22. dubna 1902)
- 1976 – Karl Schmidt-Rottluff, německý expresionistický malíř a grafik (* 1. prosince 1884)
- 1979
  - David Horovic, guvernér izraelské centrální banky (* 1899)
  - Walther Gerlach, německý fyzik (* 1. srpna 1889)
- 1987 – Casey Donovan, americký pornografický herec (* 2. listopadu 1943)
- 1991 – Tadeusz Nowak, polský básník, spisovatel a překladatel (* 11. listopadu 1930)
- 1992
  - Aribert Heim, rakouský nacistický lékař, Doktor Smrt (* 28. června 1914)
  - Šimon Agranat, předseda Nejvyššího soudu Státu Izrael (* 5. září 1906)
- 2002 – Kristen Nygaard, norský informatik (* 27. srpna 1926)
- 2008 – Isaac Hayes, americký hudebník a herec (* 20. srpna 1942)
- 2010 – David L. Wolper, americký televizní producent (* 11. ledna 1928)
- 2013 – László Csatáry, nacistický zločinec maďarského původu (* 4. března 1915)
- 2021 – Tony Esposito, kanadsko-americký hokejista (* 23. dubna 1943)

## Svátky

### Česko
- Vavřinec, Lars, Laurenc, Lorenc, Laurentýn, Laurentin, Laurentinus

### Svět
- Ekvádor: Den nezávislosti
- Zambie: Den mladých (je-li pondělí)

## Pranostiky

### Česko
- Svatého Vavřince – svícen do světnice.
- Je-li od Petra do Vavřince parno,
bývá v zimě studeno.
- Počasí na svatého Vavřince jaké jest,
takové se udrží několik dní.
- Na svatého Vavřince první podzimní den.
- Vavřinec – první podzimec.
- Vavřinec ukazuje, jaký podzim nastupuje.
- Jak Vavřinec navaří, tak se podzim podaří.
- Na Vavřince povětří krásný, bude podletí suchý a jasný.
- Je-li počasí o svatém Vavřinci pěkné,
možno se těšit na deště.
- Na svatého Vavřince bude-li pěkný čas, přinese hojně vína dobrého;
byť pak pršelo, neškodí nic, když toliko slunce jest.
- Na svatého Vavřince slunečnost – vína hojnost.
- Když o svatém Vavřinci slunce svítí,
budem dobré víno míti.
- Když den svatého Vavřince a Nanebevzetí Panny Marie pěkný jest,
tedy očekávají vinaři dobrý vinný podzimek.
- Krásně-li o Vavřinci a Bartoloměji,
na dobrý podzimek máš velkou naději.
- Pěkně-li na Vavřince a Bartoloměje,
krásný podzime se na nás zasměje.
- Vavřincův déšť – myší úroda.
- Do svatého Vavřince nechval pšenice.
- Na svatého Vavřince brambory do hrnce!
- Na svatého Vavřince hop zemáky do hrnce!
- Na svatého Vavřince čtyři řípy do hrnce!
- Na svatého Vavřince jdou oříšky do věnce.

| 10. srpen v pražském KlementinuÚdaje jsou platné k 19. 8. 2025. | 10. srpen v pražském KlementinuÚdaje jsou platné k 19. 8. 2025. | 10. srpen v pražském KlementinuÚdaje jsou platné k 19. 8. 2025. |
| minimum                                                         | denní průměr                                                    | maximum                                                         |
| --------------------------------------------------------------- | --------------------------------------------------------------- | --------------------------------------------------------------- |
| 9,6 °C (1784)                                                   | 19,7 °C (od 1961)                                               | 35,9 °C (2015)                                                  |